# اسلوبودان سورو
اسلوبودان سورو (انگلیسی: Slobodan Soro؛ زادهٔ december ۲۳, ۱۹۷۸ (۴۶ سال)) ورزشکار واترپلو اهل صربستان است.
وی در مسابقات کشوری و بین‌المللی در مجموع برندهٔ ۹ مدال طلا، ۱ مدال نقره، ۳ مدال برنز شده‌است.